# مجزرة عائلة حمد
مجزرة عائلة حمد (18 فبراير 2024) هي مجزرة ارتكبها سلاح جوّ الإحتلال الإسرائيلي يوم الأحد الموافق 18 فبراير 2024 حينما أغار على منزل عائلة حمد بمنطقة الزوايدة في المحافظة الوسطى بقطاع غزة. هذه المجرزة واحدة من ضمن سلسلة مجازر ارتكبها الاحتلال الإسرائيلي خلال الحرب الفلسطينية الإسرائيلية بعد عملية طوفان الأقصى التي شنتها المقاومة، تسبّبت هذه المجزرة الإسرائيليّة والتي استهدفت منزل عائلة حمد بارتقاء 32 شهيدًا.

## خلفية الحدث
في ساعاتِ الصباح الأولى من يوم السابع من أكتوبر 2023 أطلقت حركة المقاومة الإسلامية حماس عبر ذراعها العسكري كتائب الشهيد عز الدين القسام عملية طوفان الأقصى وذلك ردًا على الاعتداءات الإسرائيلية وتدنيس الأقصى والاستمرار في الاستيطان، كما أكّد على ذلك محمد الضيف القائد العام للقسّام والذي أعطى إشارة انطلاق العمليّة التي شهدت اقتحامًا من المقاومين لمستوطنات غلاف غزة ونجحوا في قتلِ عدد كبيرٍ من الجنود الإسرائيلين، وأسر عشرات آخرين كما استطاعوا خلال ساعات قطع عشرات الكيلومترات ووصلوا لمستوطنات أبعد من تلك المحيطة والقريبة من قطاع غزة.
الرد الإسرائيلي على هذه العمليّة جاء من خلال شنّ سلاح الجو الإسرائيلي عشرات الغارات العشوائيّة على القطاع متسبّبة في مقتل آلاف المدنيين وتدمير البنية التحتية لمدن القطاع، ليصل حد فرض إغلاق شامل وقطع متعمد لكل الخدمات من ماء وكهرباء وغاز، وهو ما هدَّد حياة أكثر من مليونَي فلسطيني يعيشُ داخل القطاع الذي يُعاني أصلًا من تبعات الحصار الخانق عليهم منذ ستة عشر عاماً.
وفي مساء يوم 27 أكتوبر/تشرين الأول، أعلن جيش الاحتلال الإسرائيلي بدء الهجوم بري على قطاع غزة من خلال بدء التوغل في بلدة بيت حانون ومخيم البريج. حدث الهجوم وسط سلسلة من الغارات الجوية الإسرائيلية واسعة النطاق التي أدت إلى قطع الاتصالات المتنقلة والوصول إلى الإنترنت في غزة.
وبدخول عام 2024، استمرت سلسلة الهجمات على قطاع غزة، واتجهت نحو التصاعد مع توسيع إسرائيل لنطاق عملياتها في جنوب القطاع. ومع استمرار الاشتباكات والتصاعد الحربي، لوحظ استمرار القصف من قبل القوات الجوية والمدفعية الإسرائيلية على المناطق السكنية واستهداف مختلف المناطق.

## الضحايا
1. حسن إبراهيم حمد
2. معزوزة محمد حمد
3. شادي حسن حمد
4. عائشة عبد الله حمد
5. حسن شادي حمد
6. رؤى شادي حمد
7. شذى شادي حمد
8. عبد الله شادي حمد
9. محمد شادي حمد
10. محمد حسن حمد
11. دينا حسن حمد
12. أمير محمد حمد
13. أحمد محمد حمد
14. معزوزة محمد حمد
15. إبراهيم حسن حمد
16. منى عبد الله حمد
17. عبد الله إبراهيم حمد
18. أحمد إبراهيم حمد
19. طاهر محمد حمد
20. وسام حسن حمد
21. أحمد طاهر حمد
22. دانا طاهر حمد
23. محمد طاهر حمد
24. سحر محمد حمد
25. شهد محمد حمد
26. سالي حسن حمد
27. مرح أيمن حمد
28. عفاف محمد أبو شمالة
29. إياد رزق أبو مذكور
30. محمد إياد أبو مذكور
31. رزق إياد أبو مذكور
32. يزن إياد أبو مذكور